# Albrecht af Bayern (1905–1996)
Albrecht af Bayern (tysk: Erbprinz Albrecht Luitpold Ferdinand Michael, Herzog von Bayern, Franken und Schwaben, Pfalzgraf bei Rhein (i 1919–1955 kendt som Albrecht Erbprinz von Bayern fra 1955 Albrecht Herzog von Bayern)) (født 3. maj 1905 i München, 8. juli 1996 nær Starnberger See) var overhoved for slægten Wittelsbach, der var Bayerns kongehus til 1918.
I 1955 efterfulgte hertug Albrecht sin far (kronprins Rupprecht) som prætendent til kongetronen i Bayern.

## Forfædre
Hertug Albrecht var søn af kronprins Rupprecht af Bayern (1869–1955), sønnesøn af kong Ludwig 3. af Bayern (1845–1921), der var landets sidste konge, oldesøn af kong Mikael 1. af Portugal og tipoldesøn af storhertug Leopold 2. af Toscana. 

## Familie
Hertug Albrecht var gift med den kroatiske grevinde Maria Drašković von Trakošćan (1904–1969). Grevinde Marie var oldebarn (sønnedatterdatter) af Wilhelm Albrecht, titulær fyrste af Montenuovo (1819–1895). 
Wilhelm Albrecht var født i den tidligere franske kejserinde Marie Louise af Østrigs (1791–1847) morganatiske ægteskab med grev Adam Albert von Neipperg (1775–1829). Dermed var Wilhelm Albrecht dattersøn af kejser Frans 1. af Østrig.
Hertug Albrecht og grevinde Marie fik fire børn:
1. Marie Gabrielle (født 1931) gift med Georg, Fürst von Waldburg zu Zeil und Trauchburg (født 1928)
2. Marie Charlotte (født 1931) gift med Paul, Fürst von Quadt zu Wykradt und Isny (1930–2011)
3. hertug af Bayern Franz Bonaventura Adalbert Maria (født 1933), ugift, ingen børn
4. hertug i Bayern Max Emanuel (født 1937) gift med grevinde Elizabeth Christina Douglas (født 1940)

Efter grevinde Marias død giftede hertug Albrecht sig med grevinde Marie-Jenke Keglevich af Buzin (1921–1983). I dette ægteskab var der ingen børn.

## Bayersk arveret
Hertug Albrecht af Bayern og grevinde Maria Drašković von Trakošćan levede i et morganatisk ægteskab. Derfor blev deres børn ikke betragtet som fyrstelige, og de blev født uden arveret til tronen.
Den 18. maj 1949 anerkendte kronprins Rupprecht ægteskabet mellem prins Albrecht og grevinde Maria som dynastisk. Dermed indtrådte den sekstenårige prins Franz (født 1933) i arvefølgen. Det samme gjorde hans yngre bror prins Max Emanuel (født 1937).
Efter prins Albrecht af Bayerns død i 1996 blev prins Franz tronprætendent, mens lillebroderen prins Max Emanuel blev titulær tronfølger.
De nærmeste slægtninge til den barnløse hertug Franz lever i morganatiske ægteskaber. Derfor blev Franz nødt til at tage stilling til arvespørgsmålet.
Den 3. marts 1999 anerkendte hertug Franz ægteskabet mellem fætteren prins Luitpold (født 1951) og Kathrin Beatrix Wiegand (født 1951) som dynastisk. 
Derimod betragtes ægteskabet mellem Max Emanuel og grevinde Elizabeth Douglas stadigt som morganatisk. 
Det forventes, at arveretten vil tilfalde prins Luitpold eller dennes efterkommere.